# 島原市立第二中学校
島原市立第二中学校（しまばらしりつ だいにちゅうがっこう）は、長崎県島原市新山三丁目にある公立中学校。略称「二中」（にちゅう）。

## 概要
歴史
1947年（昭和22年）の学制改革（六・三制の実施）によって新制中学校として発足した。2017年（平成29年）に創立70年を迎えた。
校章
楓の葉を背景にして、中央に「中」の文字を置いており、二本の横線を加えて鍵の様な形となっている。
校歌
1957年（昭和32年）に制定。作詞は勝承夫、作曲は平井康三郎による。歌詞は3番まであり、各番に校名の「島原二中」が登場する。
校区
島原市の後に「寺町、上の原一丁目、上の原二丁目、上の原三丁目、白土町、加美町、桜町、万町、堀町、中堀町、新町一丁目、新町二丁目、高島一丁目、高島二丁目、湊道一丁目、湊道二丁目、弁天町一丁目、弁天町二丁目、新山一丁目、新山二丁目、新山三丁目、新山四丁目、崩山町、坂上町、坂下町、八幡町、西八幡町、栄町、浦田一丁目、浦田二丁目、蛭子町一丁目、蛭子町二丁目、白土桃山一丁目、白土桃山二丁目、霊南一丁目、霊南二丁目、有馬船津町、津町、元船津町、湊新地町、湖南町、広馬場町、中組町、白山町、湊町、下川尻町、南下川尻町、緑町」が続く地域。
小学校区は島原市立第二小学校（一部）・島原市立第三小学校

## 沿革
- 1947年（昭和22年）
  - 4月1日 - 学制改革（六・三制の実施）が行われる。
    - 島原市第三国民学校の高等科が改組され、新制中学校「島原市立第二中学校」が設置される。
    - 旧制・長崎県立島原高等女学校に併設された新制中学校（以下・併設中学校）と兼ねる形での設置で、校長は旧制・島原高等女学校校長の瀬野捷六が兼任。
    - 高等女学校校舎の6教室を借用。1教室を職員室、残りの5教室を2・3年生の女子が使用。
    - 分校として島原市立第三小学校の9教室を借用し、1年生全員と2・3年生の男子を収容。

  - 4月15日 - 長崎県立島原高等女学校にて入学式を挙行。
  - 4月26日 - 長崎県立島原高等女学校にて始業式を挙行し、授業を開始。
- 1948年（昭和23年）
  - 3月31日 - 島原市立第三小学校の木造校舎を借用し、1・2年生を収容。分校として旧・島原高等女学校校舎を借用し3年生を収容。
  - 4月1日 - 学制改革により、旧制・長崎県立島原高等女学校が廃止され、新制高等学校「長崎県立島原女子高等学校」が発足。
  - 6月 - 父母と先生の会が発足。
  - 9月1日 - 新山町の新校舎建設予定地の造成が完成。
  - 10月27日 - 3年生が島原高等女学校校舎から旧・島原商業学校校舎に移転し、独立校舎が完成するまでの間仮校舎とする。
  - 11月 - 島原市内の県立高等学校3校（島原・島原女子・島原商業）が統合され長崎県立島原高等学校（男女共学）となる[2]。
  - 12月25日 - 現在地に木造校舎3棟14教室が完成。
  - 12月26日 - 新校舎への移転を完了。
- 1951年（昭和26年）7月30日 - 校舎を増築。購買部を設置。
- 1952年（昭和27年）7月20日 - 第4棟3教室が完成。
- 1954年（昭和29年）7月23日 - 第4棟に3教室を増築。
- 1957年（昭和32年）3月15日 - 校歌を制定。
- 1958年（昭和33年）11月25日 - 学校図書館が完成。
- 1960年（昭和35年）
  - 7月20日 - 部室2室が完成。
  - 9月13日 - 講演会が発足。
- 1961年（昭和36年）
  - 4月23日 - 2階建て校舎（6教室）が完成。
  - 5月16日 - 部室3室が完成。
- 1963年（昭和38年）10月7日 - ミルク給食を開始。
- 1964年（昭和39年）
  - 4月1日 - 特殊学級を設置。
  - 10月4日 - 校旗を制定。
- 1965年（昭和40年）3月3日 - ブラスバンドを創設。

## 著名な出身者
- 大町将梧 - サッカー選手、JFL・Honda FC所属
- 木藤健太 - 元サッカー選手
- 下田圭将 - 元力士

## アクセス
最寄りの鉄道駅
- 島原鉄道 島原鉄道線 「島原港駅」

最寄りのバス停
- 島鉄バス「第二中学校前」

## 周辺
- 長崎県島原病院
- 島原市立第三小学校
- 島原給食センター
- わかくさ保育園
- 眉山神社
- 島原総合運動公園
- 九州大学地震火山観測研究センター

## 関連事項
- 長崎県中学校一覧